# Guy Lemire
Guy Lemire a été le secrétaire général de l’Université du Québec en Abitibi-Témiscamingue avant son décès en 2010 à l’âge de 58 ans à Rouyn-Noranda,.

## Biographie
Guy Lemire est née en 1952. Avant sa mort en 2010 à Rouyn-Noranda, Guy Lemire a occupé le poste de directeur régional de Communication-Québec en Abitibi-Témiscamingue de 1976 à 1980. Il a également été directeur régional du ministère des Affaires culturelles de 1980 à 1994. Ensuite, il assume la direction générale du Conseil régional de développement de 1994 à 2004 et de l'organisme prédécesseur, la Conférence régionale des élus de 2004 à 2005. Après cela, il sera secrétaire général de l'Université du Québec en l'Abitibi-Témiscamingue,.

## Vie privée
Hors de sa vie professionnelle, Guy Lemire vivait en Abitibi. Il est un père de famille. Il est également père de Sébastien Lemire, un politicien canadien,. De son vivant, c’est aussi un homme très apprécié par la communauté de l’Abitibi-Témiscamingue.

## Contribution
Guy Lemire s’est impliqué dans de nombreux projets de la région de l’Abitibi-Témiscamingue. Un de ces projets est L’Observatoire de l’Abitibi-Témiscamingue, un organisme qui recueille des informations autour de l’Abitibi-Témiscamingue créé grâce à Guy Lemire. C'est une façon d'obtenir de l'information à propos du territoire de sorte que cela soit véridique,.
De plus, lorsqu'il était directeur régional du ministère des Affaires culturelles, il a obtenu en faveur de la région, une quantité inégalé d'équipements culturels. Il s’était impliqué dans le Comité d’exposition de Rouyn-Noranda, aujourd’hui le Ma Musée d’art.
Il a également participé à la contribution du documentaire Voir Ali car il est l’un des organisateurs de l’évènement,.